# Le Dramaturge
Le Dramaturge est une nouvelle d’Anton Tchekhov, parue en 1886.

## Historique
Le Dramaturge est initialement publié dans la revue russe Le Grillon, numéro 46, du 27 novembre 1886, sous le pseudonyme de L'homme sans rate.

## Résumé
Un homme, le regard vitreux, visiblement miné par l’alcool, vient en consultation chez le docteur.  Il a des renvois, des brûlures et mauvaise haleine. Quelle est votre profession ? lui demande le docteur. Je suis dramaturge, répond le malade. Le docteur pense au surmenage intellectuel et le prie de décrire une journée type.
Le dramaturge se lève vers midi et avale tout de suite, deux, trois ou quatre petits verres de vodka : c’est indispensable pour faire cesser les bourdonnements. Puis, il se rend au restaurant où il se contente d’un seul plat accompagné de trois verres de vodka. L’après-midi, il joue au billard en buvant de la bière ou du vin. Le soir, il dîne peu, voire pas du tout, préférant boire de la bière.
En soirée, au théâtre, il mélange le vin, la bière et la vodka. Il est généralement ivre à la fin du troisième acte. Après le spectacle, il va dans des bals et fait la noce avec des amis. Il lui est arrivé de ne pas rentrer chez lui de tout un mois : il avait oublié son adresse.
Et votre travail, demande le docteur. Pour cela le dramaturge fait chercher des œuvres allemandes ou françaises. Il les fait traduire pour quelques roubles par un étudiant. Lui, il se contente de mettre la touche finale en russifiant les noms et les lieux. C’est dur.

## Édition française
- Le Dramaturge, traduit par Edouard Parayre, Les Editeurs Français Réunis, 1958